# Zhao Yun
Zhao Yun, född 168 i Zhending (真定) i Changshan (常山), i dagens Hebei, norra Kina, död 229, officer i inbördeskrigen under den sena Handynastin och under perioden De tre kungadömena i Kina. Under det mesta av sin karriär arbetade Zhao Yun för krigsherren Liu Bei och hade en roll i skapandet av Konungadömet Shu. I litteratur och folktro är han den tredje medlemmen av De Fem Tigergeneralerna. 
Runt 168 föddes Zhao Yun i Zhending. Han ska ha varit ungefär 180 cm lång, stilig och hans närvaro dominerande. Han anslöt sig till Gongsun Zan, en krigsherre som var en viktig aktör i regionen, antagligen vid slutet av år 191 eller början av 192, som befälhavare för en liten grupp frivilliga volontärer. 192 blev han underställd Liu Bei, vid den tiden major under Gongsun, och fick befäl över Liu Beis kavalleri. Liu Bei hade en styrka av flera tusen ryttare från Wuhuan och Zhao Yun fick antagligen befälet över dessa. Vid sin äldre brors död lämnade Zhao Yun Gongsun Zan och Liu Bei för att närvara vid begravningen kort därefter, men år 200 återvände han till Liu Bei. Tydligen ska Zhao Yun ha haft ett nära band med Liu Bei; i verket Krönika över de tre kungadömena står det att de sov i samma bädd under den tid de båda var i staden Ye. Vid samma tid skickade Liu Bei Zhao Yun att i hemlighet rekrytera fler soldater att förstärka Liu Beis då illa tilltygade armé. Från och med då följde Zhao Yun Liu Bei i hans vistelser i norra Kina.
År 208 utmärkte sig Zhao Yun i Slaget vid Changban genom att rädda både Liu Beis son, Liu Shan och hans fru vid den tidpunkten, lady Gan, undan fienden. För detta befordrades han till general. Efter slaget om Chibi deltog han i erövringen av Jiangnan där han blev erkänd som en av Liu Beis ledande befälhavare och belönades med titeln generalmajor och förvaltare över Guiyang. När Liu Bei ledde en styrka mot Yizhou (i dagens Sichuan), fick Zhao Yun ta hand om deras huvudbas i Gongan (idag i Hubei).
Senare deltog Zhao Yun tillsammans med Zhuge Liang och Zhang Fei i anfallet mot Shu. Han hade eget kommando och marscherade via Jiangzhou och Jianwei mot Chengdu. När Liu Bei väl erövrat Chengdu blev Zhao Yun än en gång befordrad. Efter Liu Beis död och Liu Shans tronföljd år 223 fick Zhao Yun titeln 'General som Erövrar Södern' och utnämndes till markis av Yongchangting. Kort därefter blev han befordrad till 'General som Uppehåller Fred i Öst'.  
År 227 följde Zhao Yun - nu en av de mest framstående befälhavare i Shu - med Zhuge Liang till Hanzhong på den första av de Norra Krigstågen. Följande vår fick Zhao Yun leda sin armé genom Yegu i hopp om att agera lockbete för Weis armé, medan huvudstyrkan skulle gå västerut genom Qishan. I passet blev han stoppad av Wei officeren Cao Zhen. Efter ett kraftfullt försvar mot en vida överlägsen fiende lyckades Zhao Yun leda en relativ organiserad reträtt. Vid återkomsten blev han degraderad till 'General som Uppehåller Fred i Armén'.
Runt år 229 avled Zhao Yun i Hanzhong och denna förlust sörjdes djupt i Shus armé. Postumt tilldelades han benämningen Markis Shunping (Markis Mild och Rättvis).
Känd för att ha varit en stor krigare, innehade Zhao Yun många goda egenskaper orivaliserad i hans tid. Trots att Luo Guanzhongs roman Sagan om de tre kungarikena vida överdriver hans fysiska skicklighet, är den verkliga Zhao Yun värd stor respekt inte bara för sitt mod, utan också för sin vishet, klara sinne och tron på ära och moral. Han ska ha sett vad som var rätt och fel väldigt väl, och tog aldrig någonting han inte förtjänade. När Liu Bei tänkte anfalla Konungadömet Wu som hämnd för sin bror Guan Yu försökte Zhao Yun övertala honom att inte göra det, med klara och vettiga argument. 
Zhao Yun hade två söner som båda överlevde honom; Zhao Tong och Zhao Guang. Den yngre sonen var underordnad Jiang Wei, och dog i strid vid Ta Zhong.